# Lynda Carter

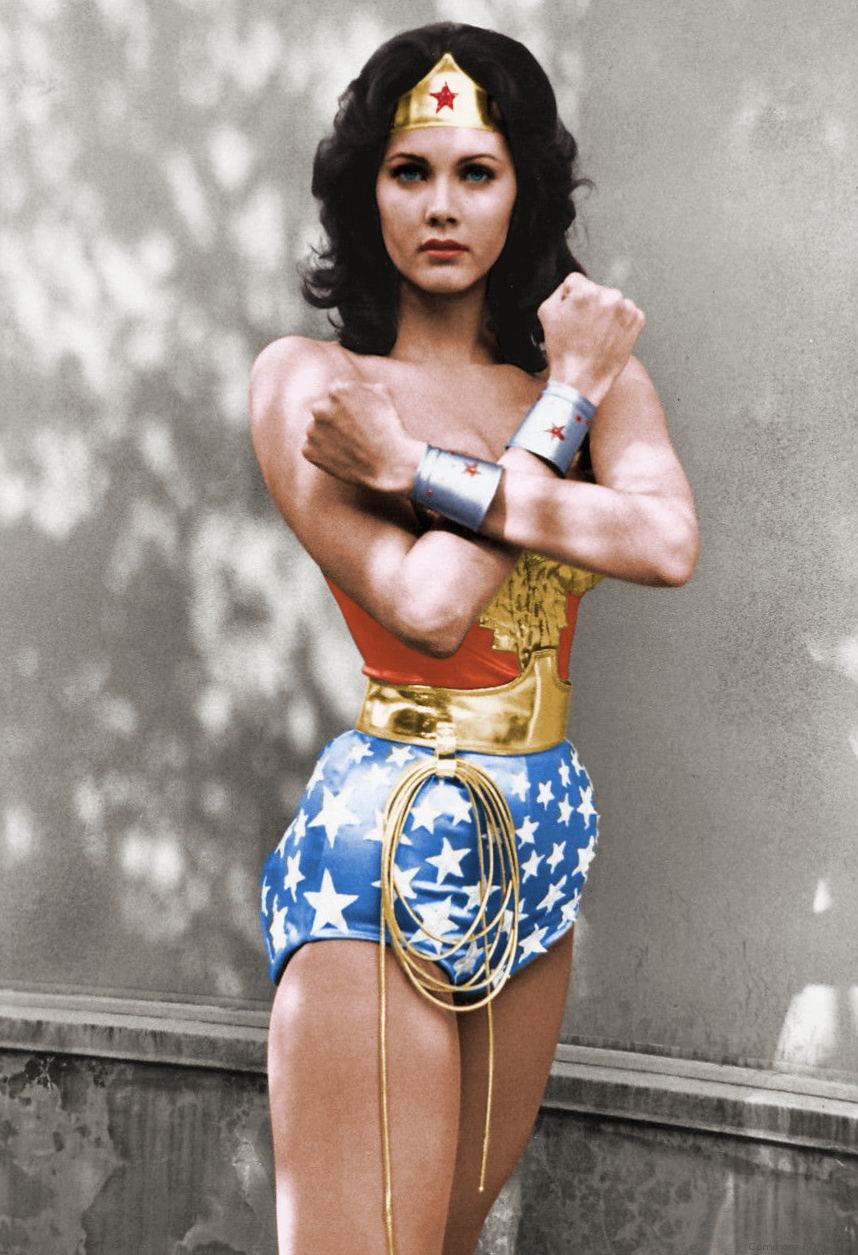
Lynda Carter como la Mujer Maravilla, en 1976.

Linda Jean Cordova Carter (Phoenix, Arizona, 24 de julio de 1951), conocida como Lynda Carter, es una actriz y cantante estadounidense.
Es conocida por su interpretación de la Mujer Maravilla en la serie de televisión del mismo nombre, que se transmitió de 1975 a 1979.

## Biografía

### Primeros años
Nació en Phoenix, Arizona, hija de Colby Carter, un comerciante de arte de ascendencia irlandesa, y de Juana Cordova, cuya familia provenía de Chihuahua, México. Tiene dos hermanos, Vincent y Pamela.
Lynda Carter entró a un concurso de belleza local y alcanzó fama a nivel nacional al ganar el título de Miss USA en 1972 representando a Arizona, lo que le dio el derecho de representar a los Estados Unidos en el concurso de Miss Mundo en el Royal Albert Hall de Londres, donde logró clasificarse entre las 15 semifinalistas. Después de tomar clases de actuación en varias escuelas en Nueva York, comenzó a aparecer en series de televisión como Starsky y Hutch, Cos y Nakia y películas serie B incluyendo Bobbie Jo and the Outlaw (1976).

### Mujer Maravilla
Su carrera como actriz no despegó hasta que protagonizó la serie de televisión Mujer Maravilla. La serie duró tres temporadas. Cuarenta y dos años después de terminar su papel, Lynda Carter continúa siendo identificada como la Mujer Maravilla, siendo esto tan cierto, que ha sido difícil para los productores encontrar la candidata apropiada para dar vida al personaje en subsecuentes producciones abandonadas (el último intento fue en el 2005, antes de la reaparición del personaje en la película de 2016 Batman v Superman: Dawn of Justice y en su película propia de 2017).

### Otros créditos
Luego de finalizar la Mujer Maravilla, Carter protagonizó varias películas para televisión con gran éxito: The Last Song (1980), donde interpretó el tema que da nombre al filme y que logró alcanzar el top 10 de las listas del Reino Unido ese mismo año; Born to be Sold (1981); Hotline (1982); The Love Goddess (1983), una película biográfica sobre Rita Hayworth; StillWatch (1987); I Posed For Playboy (1991) y Daddy (1992), entre otras. También realizó cinco especiales de variedades en televisión, donde cantaba y bailaba. Estelarizó algunas series televisivas de corta vida como Partners in Crime, con Loni Anderson, en 1984, que duró 13 episodios, y Hawkeye, con Lee Horsley, de 23 episodios, que se transmitieron entre 1994 y 1995. A finales de los años 70 grabó el disco Portrait e hizo numerosas apariciones en programas de variedades en calidad musical. Interpretó dos de sus canciones en el episodio de la Mujer Maravilla titulado “Amazon Hot Wax”.
Participó en el 2005 en el filme The Dukes of Hazzard, dirigido por Jay Chandrasekhar, y también participó en la película de 2005 Sky High, como la Directora Powers (donde se burla de su personaje más famoso diciendo: "No puedo hacer nada más para ayudarte. No soy la Mujer Maravilla, ya sabes"). En el 2007 regresó a la televisión en un episodio de Smallville titulado "Progeny".
Lynda Carter ha puesto su voz en videojuegos, haciendo las voces de los personajes Nord y Orsimer (Orc) en dos juegos de ordenador para las series The Elder Scrolls: The Elder Scrolls III: Morrowind y The Elder Scrolls IV: Oblivion. Estos juegos fueron desarrollados por Bethesda Softworks, del cual su esposo Robert Altman (no confundirlo con el fallecido director de Hollywood) es presidente y CEO. También ha participado en la interpretación de varios temas para Bethesda Softworks para el juego Fallout 4, interpretando a Magnolia.
Del 26 de septiembre del 2005 hasta noviembre del mismo año, actuó en el rol de Mama Morton en la producción del West End de Londres del musical Chicago. Su interpretación de "When You're Good to Mama" se incluyó en la edición en CD Chicago: 10th Anniversary Edition CD Box Set en octubre del 2006, y fue bien recibida por la crítica.
En junio del 2009, editó de forma independiente su álbum At Last, compuesto por 12 clásicos del jazz y blues estadounidenses. Destacan sus interpretaciones de "Deed I Do", "Cry me a River", "Cloud Burst", "Come Rain or Come Shine", "You Send Me" y "At Last". El álbum logró colocarse en el #6 del Billboard Top Jazz Albums en su semana de debut, gracias a la anticipación de sus seguidores y a las buenas críticas obtenidas de revistas especializadas de su material, así como de la gira de presentaciones que realiza desde hace unos años.

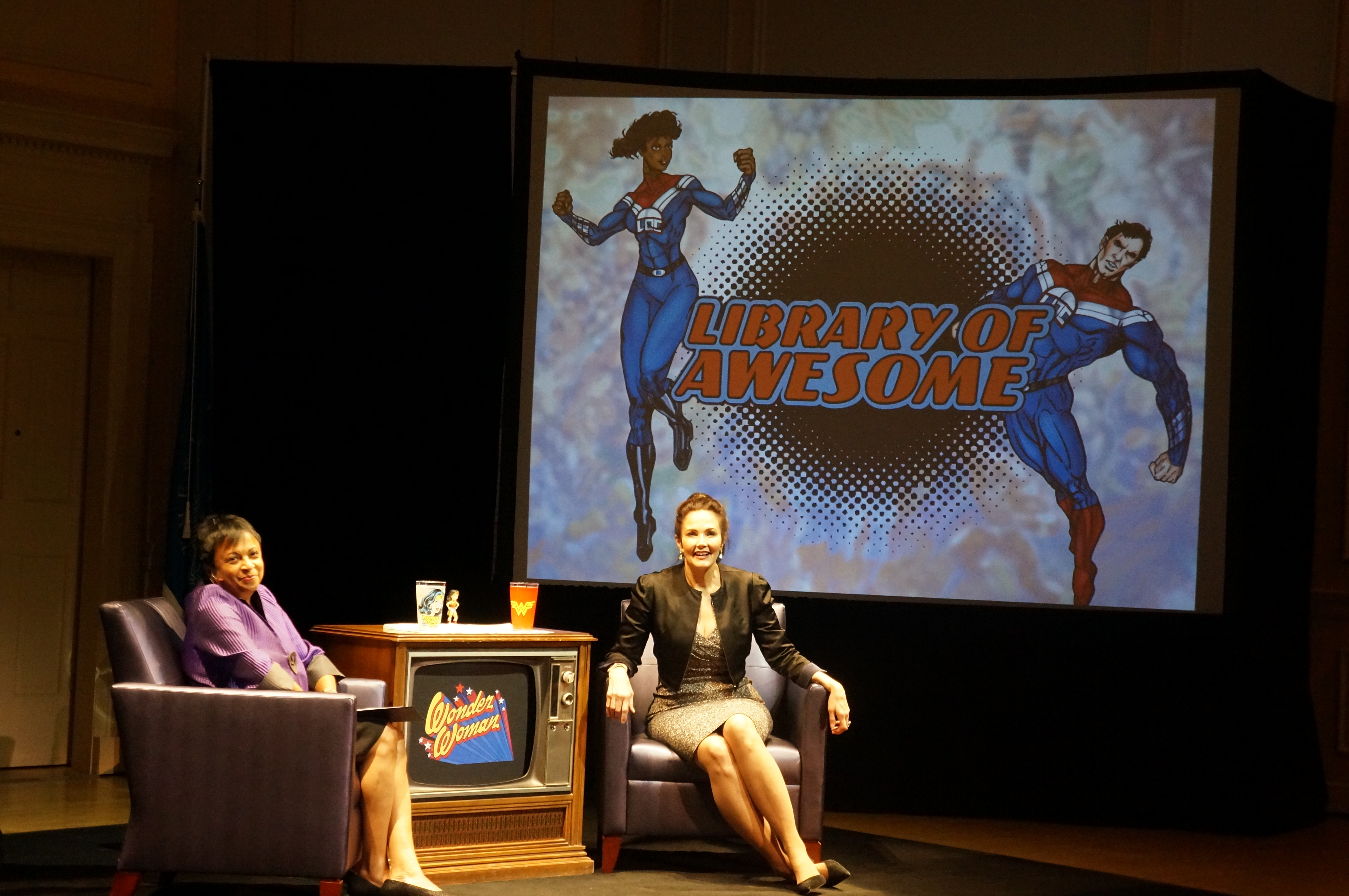
El 16 de junio
del 2017, la doctora Carla Hayden y Lynda Carter en la Biblioteca del evento Awesome, donde se celebró una discusión sobre las Naciones Unidas, la nueva película de la Mujer Maravilla y el feminismo.

Motivada por el espaldarazo de público y crítica, Lynda Carter editó en abril de 2011 su más reciente álbum hasta la fecha, Crazy Little Things, donde destaca su versión del clásico de Queen "Crazy Little Thing Called Love", que en la voz de Lynda parece un nuevo invento. El álbum incluye otros 12 temas, de los cuales uno es inédito, composición de la propia Lynda para su hija llamado "Jessie's Song".[cita requerida]
En el 2013 intervino como estrella invitada en la serie de televisión Two and a Half Men, interpretándose a ella misma, en el episodio 6 de la 11° temporada, titulado "Justice in Star-Spangled Hot Pants".
Hizo su primera aparición en la serie Supergirl en el tercer capítulo de su segunda temporada como presidenta de los Estados Unidos, con una postura bastante explícita a favor de la igualdad y la ciudadanía de alienígena como Supergirl.
En 2020 tuvo un cameo como Asteria, una legendaria guerrera amazona, en una escena poscréditos de la película Wonder Woman 1984, secuela de Wonder Woman, del 2017.

## Vida personal

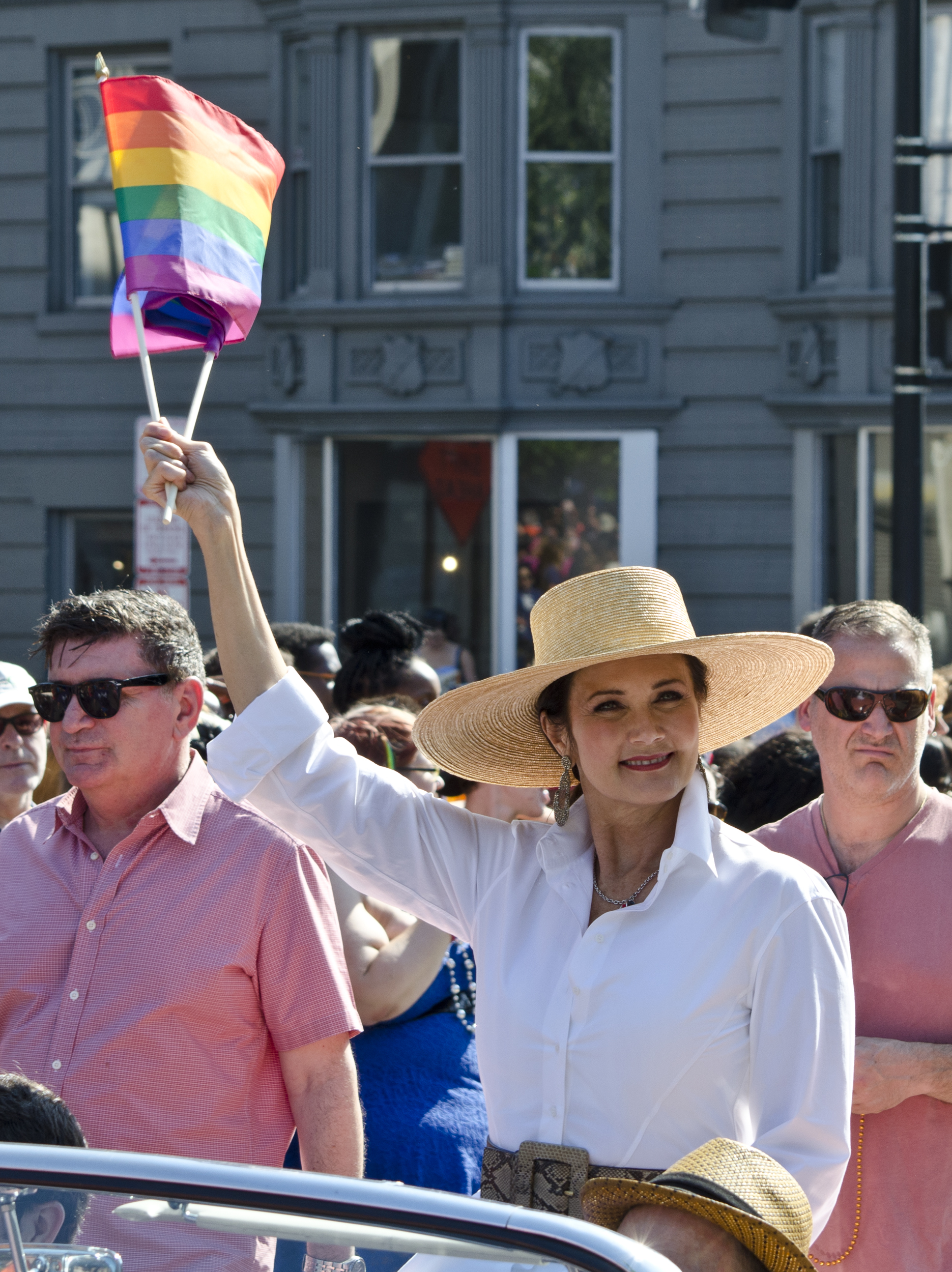
Carter como Gran Mariscal del Orgullo Gay en Washington, D. C., en el 2013.

Lynda Carter ha estado casada dos veces. Su primer matrimonio fue el 28 de mayo de 1977 con su antiguo agente, Ron Samuels, de quien se divorció en 1982. Samuels también fue agente de las actrices Jaclyn Smith (quien asistió a la boda) y Lindsay Wagner. Su segundo matrimonio fue el 29 de enero de 1984 con el abogado Robert Altman (no confundir con Robert Altman, cineasta), con quien tuvo dos hijos (James y Jessica Altman). Luego de un muy publicitado juicio, su esposo Robert Altman fue encontrado inocente por el jurado; se le acusaba de fraude bancario. Lynda Carter apareció en las noticias nocturnas de pie ante el tribunal de justicia y al lado de su esposo gritando “Inocente, inocente” a los reporteros. En el 2021, Altman falleció de mielofibrosis, una forma de leucemia.[cita requerida]
A inicios de junio de 2008 Lynda Carter encontró el cuerpo de un hombre flotando en el río Potomac en Washington D. C. mientras remaba en el Potomac Boat Club; llamó a unos pescadores del lugar y esperó hasta que llegó la policía.[cita requerida]
En el mismo mes de junio, en una entrevista con la revista People (versión en inglés) admitió que había ingresado en una clínica privada de rehabilitación para recibir tratamiento por adicción al alcohol.
El 11 de septiembre de 2011 se presentó por primera vez en la televisión mexicana, durante el programa dominical La Academia, producido por TV Azteca, en donde cantó Let the Good Times Roll, acompañada en el coro por algunas alumnas.[cita requerida]
En el 2018 reconoció haber sido acosada y violada durante su carrera, aunque evitó mencionar al presunto autor y en qué circunstancias ocurrió el hecho. Sin embargo, advirtió que él ya ha sido acusado por el movimiento Me Too.

## Filmografía

### Cine
| Año  | Título                                          | Rol                 | Notas                                                  |
| ---- | ----------------------------------------------- | ------------------- | ------------------------------------------------------ |
| 1976 | Bobbie Jo and the Outlaw                        | Bobbie Jo Baker     |                                                        |
| 1993 | Lightning in a Bottle                           | Charlotte Furber    |                                                        |
| 1996 | A secret between friends: Friendship that kills | Kathryn Archer      |                                                        |
| 2001 | Super Troopers                                  | Gobernadora Jessman | También conocida como Broken Lizard's Super Troopers   |
| 2004 | The Creature of the Sunny Side Up Trailer Park  | Lynette             | También conocida como Creature                         |
| 2005 | Sky High                                        | Directora Powers    |                                                        |
| 2005 | The Dukes of Hazzard                            | Pauline             |                                                        |
| 2006 | Tempbot                                         | Mary Alice          | Cortometraje                                           |
| 2007 | Tattered Angel                                  | Hazel Anderson      |                                                        |
| 2018 | Super Troopers 2                                | Gobernadora Jessman | También conocida como Broken Lizard's Super Troopers 2 |
| 2020 | Wonder Woman 1984                               | Asteria             | Cameo en escena poscréditos                            |

### Televisión
| Año       | Título                                 | Rol                            | Notas |
| --------- | -------------------------------------- | ------------------------------ | --- |
| 1974      | Nakia                                  | Helen Chase                    | 1 episodio |
| 1975      | Matt Helm                              | Bobbi Dee                      | 1 episodio |
| 1976      | A Matter of Wife... and Death          | Zelda                          | Película de televisión |
| 1976      | Starsky & Hutch                        | Vicky                          | 1 episodio |
| 1975–1979 | Wonder Woman                           | Diana Prince / Mujer Maravilla | 59 episodios |
| 1980      | The Last Song                          | Brooke Newman                  | Película de televisión |
| 1980      | The Muppet Show                        | Ella misma                     | 1 episodio |
| 1981      | Born to Be Sold                        | Kate Carlin                    | Película de televisión |
| 1982      | Hotline                                | Brianne O'Neill                | Película de televisión |
| 1983      | Rita Hayworth: The Love Goddess        | Rita Hayworth                  | Película de televisión |
| 1984      | Partners in Crime                      | Carole Stanwyck                | 13 episodios |
| 1987      | Stillwatch                             | Patricia Traymore              | Película de televisión |
| 1989      | Mike Hammer: Murder Takes All          | Helen Durant                   | Película de televisión |
| 1991      | Daddy                                  | Charlotte Sampson              | Película de televisión También conocida como Danielle Steel's Daddy                                                                 |
| 1991      | Posing: Inspired by Three Real Stories | Meredith Lanahan               | Película de televisión También conocida como I Posed for Playboy                                                                    |
| 1994–1995 | Hawkeye                                | Elizabeth Shields              | 22 episodios |
| 1996      | When Friendship Kills                  | Kathryn Archer                 | Película de televisión También conocida como A Secret Between Friends: A Moment of Truth Movie                                      |
| 1996      | She Woke Up Pregnant                   | Susan Saroyan                  | Película de televisión También conocida como Crimes of Silence                                                                      |
| 1997      | A Prayer in the Dark                   | Emily Hayworth                 | Película de televisión |
| 1998      | Someone to Love Me                     | Diane Young                    | Película de televisión También conocida como Someone to Love Me: A Moment of Truth Movie También conocida como Girl in the Backseat |
| 1999      | Family Blessings                       | Lee Reston                     | Película de televisión También conocida como LaVyrle Spencer's 'Family Blessings'                                                   |
| 2003      | Terror Peak                            | Dra. Janet Fraser              | Película de televisión |
| 2003      | Hope & Faith                           | Summer Kirkland                | 1 episodio |
| 2005      | Law & Order: Special Victims Unit      | Lorraine Dillon                | 2 episodios |
| 2005      | Law & Order                            | Lorraine Dillon                | 2 episodios |
| 2006      | Slayer                                 | Coronel Jessica Weaver         | Película de televisión |
| 2007      | Smallville                             | Moira Sullivan                 | 1 episodio |
| 2013      | Two and a Half Men                     | Ella misma                     | 1 episodio |
| 2014      | Skin Wars                              | Jueza invitada                 | 1 episodio |
| 2016–2018 | Supergirl                              | Presidenta Olivia Marsdin      | 5 episodios |

### Videojuegos
| Año  | Título                              | Rol                              | Notas |
| ---- | ----------------------------------- | -------------------------------- | ----- |
| 2002 | The Elder Scrolls III: Morrowind    | Nords femeninos                  |       |
| 2003 | The Elder Scrolls III: Bloodmoon    | Nords femeninos                  |       |
| 2006 | The Elder Scrolls IV: Oblivion      | Nords femeninos, Orcos femeninos |       |
| 2011 | The Elder Scrolls V: Skyrim         | Gormlaith Golden-Hilt, Azura     |       |
| 2014 | The Elder Scrolls Online            | Azura                            |       |
| 2015 | Fallout 4                           | Magnolia                         |       |
| 2017 | The Elder Scrolls Online: Morrowind | Azura                            |       |
| 2019 | Rage 2                              | Phoenix                          |       |

## Discografía
- 1978: Portrait
- 2009: At Last
- 2011: Crazy Little Things
- 2015: Fallout 4 (banda sonora original del juego) – EP